# Andō Kiyosue
Andō Kiyosue (安東 舜季, 1514-18 septembre 1553) est un daimyo de l'époque Sengoku, autorité traditionnelle de la moitié nord de la province de Dewa et de la moitié sud de l'île d'Ezo. Il est fils d'Andō Hirosue et père d'Andō Chikasue.
Kiyosue sert de médiateur lors du différend des Aïnous avec les Japonais qui perdure pendant environ cent ans et conclut leurs accords commerciaux.

## Source de la traduction
- (en) Cet article est partiellement ou en totalité issu de l’article de Wikipédia en anglais intitulé « Andō Kiyosue » (voir la liste des auteurs).